# 1950 في اليابان
فيما يلي قوائم الأحداث التي وقعت خلال عام 1950 في اليابان.

## أفلام
من الأفلام التي صدرت هذه السنة في اليابان:
- 25 أغسطس – راشومون من إخراج أكيرا كوروساوا.

## مواليد

### يناير
- 1 يناير – تسوغومي أوبا
- 28 يناير – شيغ فوكوياما

### فبراير
- 6 فبراير – هيديو أزوما مانغاكا ياباني.

### مارس
- 6 مارس – هيروتاكا سوزوؤكي
- 31 مارس – يوشيفومي كوندو

### أبريل
- 8 أبريل – نوبو فوجيشيما لاعب كرة قدم ياباني.
- 14 أبريل – ميتسورو كوميدا لاعب كرة قدم ياباني.
- 21 أبريل – تاتسومي كيميشيما

### مايو
- 14 مايو – ماكوتو كوباياشي
- 22 مايو – ميتشيو أشيكغ لاعب كرة قدم ياباني.

### يونيو
- 28 يونيو – نوبوهيرو تاجيما

### أغسطس
- 26 أغسطس – يوميكو إيغاراشي مانغاكا يابانية.

### سبتمبر
- 8 سبتمبر – ناوكي تاتستا مؤدّي صوت ياباني.
- 11 سبتمبر – إيهإيجون كييوكومو لاعب كرة قدم ياباني.
- 27 سبتمبر – كاري-هيرويوكي تاغاوا

### أكتوبر
- 13 أكتوبر – تسوتومو إيسوبي
- 24 أكتوبر – كوزو أراي لاعب كرة قدم ياباني.

### نوفمبر
- 12 نوفمبر – هيديوكي تاناكا
- 19 نوفمبر – كيزو إيماي لاعب كرة قدم ياباني.

### ديسمبر
- 1 ديسمبر – سيتشي ساكي يا لاعب كرة قدم ياباني.
- 6 ديسمبر – جو هيسايشي
- 30 ديسمبر – كازوهيسا كونو لاعب كرة قدم ياباني.

## وفيات

### نوفمبر
- 3 نوفمبر – كوني-أكي كويسو (مواليد 1880)

### ديسمبر
- 11 ديسمبر – هانتارو ناغاوكا (مواليد 1865) فيزيائي ياباني.